# Edward Herrmann
Edward Herrmann (Washington D. C., 21 de julio de 1943-Nueva York, 31 de diciembre de 2014) fue un actor, director, escritor y comediante estadounidense, más conocido por su interpretación de Richard Gilmore en Gilmore Girls, un narrador para programas de carácter histórico en The History Channel y como portavoz de los automóviles Dodge en la década de 1990.

## Primeros años
Edward Kirk Herrmann nació el 21 de julio de 1943, en Washington D. C., hijo de John Anthony Herrmann y Jean Eleanor O'Connor. De ascendencia alemana e irlandesa, Herrmann creció en Grosse Pointe, Míchigan y se graduó en la Universidad de Bucknell en 1965, donde fue miembro de Phi Kappa Psi. Estudió actuación en la London Academy of Music and Dramatic Art con una beca Fulbright.

## Carrera

### Teatro
Herrmann comenzó su carrera en teatro. Una de las primeras producciones profesionales en que apareció fue el estreno en Estados Unidos de Moonchildren de Michael Weller en el Arena Stage en Washington D. C., en noviembre de 1971. Se trasladó con el espectáculo a Nueva York para hacer su debut en Broadway el año siguiente. Herrmann regresó a Broadway en 1976 para interpretar a Frank Gardner en Mrs. Warren's Profession. Por su actuación ganó un premio Tony al mejor actor de reparto en una obra de teatro.

### Televisión
Herrmann era conocido por su interpretación de Franklin D. Roosevelt en los telefilmes Eleanor and Franklin (1976) y Eleanor and Franklin: The White House Years (1977) (ambos de los cuales le valieron nominaciones al premio Emmy al Mejor Actor), así como en la primera adaptación cinematográfica del musical de Broadway Annie (1982). Herrmann interpretó a Herman Munster en la película para televisión Here Come the Munsters, que se emitió en Halloween, el 31 de octubre de 1995. En 1980 Herrmann también protagonizó un episodio de M*A*S*H como un cirujano del ejército sufriendo de trastorno por estrés postraumático.
Fue nominado para un premio Tony por Plenty en 1983 y a los premios Emmy en 1986 y 1987 por dos apariciones invitadas como el Padre Joseph McCabe en St. Elsewhere. También interpretó al padre de Tobias Beecher en Oz. Herrmann ganado un Emmy en 1999 por sus apariciones en The Practice. Desde el 2000 hasta el 2007, interpretó a Richard Gilmore en Gilmore Girls de The WB.
Interpretó a Norman Shales en la tercera temporada de Grey's anatomy. 

### Cine
La carrera en el cine de Herrmann comenzó a mediados de la década de los 70, interpretando papeles como el socio de Robert Redford en The Great Waldo Pepper, un estudiante de derecho en Vida de un estudiante, el ocioso pianista Klipspringer en El gran Gatsby y junto a Laurence Olivier en The Betsy (1978).
Herrmann interpretó el papel principal en la película de 1979 de Kieth Merrill, Take Down, en el papel de un profesor de inglés de secundaria convertido en entrenador de lucha libre. Entre los papeles mejor conocidos de Herrmann están el personaje titular en otra película de Kieth Merrill, Harry's War (1981), el esposo cazafortunas de Goldie Hawn en Overboard, el reverendo Michael Hill en The North Avenue Irregulars de Disney, uno de los personajes en la película dentro de la película de Woody Allen The Purple Rose of Cairo, y como Max, el afable jefe vampiro en The Lost Boys.

### Trabajo de voz
Herrmann era conocido por su ingente trabajo de voz para The History Channel y varios especiales de PBS, incluyendo ser el conductor de una emisión de Why We Fight de Frank Capra, e hizo apariciones y locución en anuncios de Dodge desde 1992 al 2001. Su trabajo de voz incluye decenas de audiolibros, por los que ganó varios premios Audie. Interpretó a Gutman en la dramatización de Blackstone Audio nominada al Grammy de El halcón maltés e interpretó a Cauchon en la versión en audio de Blackstone de Santa Juana de George Bernard Shaw.
Después de su bien recibida interpretación de J. Alden Weir en la obra My Dearest Anna en el Wilton Playshop en Wilton, Connecticut, fue un invitado especial del Coro del Tabernáculo Mormón y la orquesta del templo en su concierto de campanas de Navidad en Salt Lake City, Utah, entre el 11 y el 14 de diciembre de 2008. Repitió su papel de Franklin Roosevelt en 2014, proporcionando la voz de Roosevelt en la serie de PBS de Ken Burns, The Roosevelts: An Intimate History.

## Vida personal
Herrmann provenía de una prominente familia unitaria, con sede en Grosse Pointe, Míchigan. Se convirtió en católico de adulto.
Herrmann estuvo casado dos veces y tuvo dos hijas, Emma y Samantha . En 1978, se casó con su novia, la guionista Leigh Curran. El matrimonio terminó en 1991. Antes de su segundo matrimonio, la futura segunda esposa de Herrmann, Star Roman, presentó una demanda de paternidad contra él después de que engendrara a un hijo con ella durante el rodaje de Harry's War (1981). Roman y Herrmann finalmente se casaron, y la unión duró desde 1994 hasta su muerte en el año 2014. Herrmann tuvo un hijastro, Rory Herrmann (anteriormente Rory Roman), hijo biológico de Star y Richard Roman que, de adulto, cambió su apellido a Herrmann en honor a su padrastro. Rory actualmente trabaja como director de operaciones culinarias del Sprout Restaurant Group en Los Ángeles.
Herrmann era un conocido entusiasta de automóviles y restauraba automóviles clásicos. Así mismo, fue un maestro de ceremonias regular para la  Pebble Beach Concours d'Elegance anual y organizó el programa de televisión Automobiles en The History Channel. Restauró y poseyó varios clásicos de su cuenta, incluyendo un Auburn 8-90 Boattail Speedster 1929 y un Alvis Speed 20 1934.

## Muerte
Herrmann murió el 31 de diciembre de 2014 en el Hospital Memorial Sloan Kettering Cancer Center de cáncer cerebral a la edad de 71 años.
Sus cenizas reposan en su casa de Sharon (Connecticut).

## Demanda
En diciembre de 2014, se informó que Edward y Star Herrmann habían presentado una demanda contra sus contables por un total de 14,5 millones de dólares, que alegaban que habían sido objeto de apropiación indebida.

## Filmografía
- Vida de un estudiante (1973)
- The Day of the Dolphin (1973)
- El gran Gatsby (1974)
- The Great Waldo Pepper (1975)
- Eleanor and Franklin (1976, TV)
- Eleanor and Franklin: The White House Years (1977, TV)
- A Love Affair: The Eleanor and Lou Gehrig Story (1978, TV)
- The Betsy (1978)
- Take Down (1979)
- The North Avenue Irregulars (1979)
- Portrait of a Stripper (1979, TV)
- 3 by Cheever (1979, TV)
- M*A*S*H (1980, TV)
- Harry's War (1981)
- Reds (1981)
- The Electric Grandmother (1982, TV)
- A Little Sex (1982)
- Annie (1982)
- Mrs. Soffel, una historia real (1984)
- The Purple Rose of Cairo (1985)
- The Man with One Red Shoe (1985)
- Compromising Positions (1985)
- St. Elsewhere (1986, TV)
- The Lawrenceville Stories (1986, TV)
- The Lost Boys (1987)
- Overboard (1987)
- Big Business (1988)
- Sweet Poison (1991)
- The End of a Sentence (1991, TV)
- Nacida ayer (1993)
- My Boyfriend's Back (1993)
- A Foreign Field (1993)
- Richie Rich (1994)
- The Face on the Milk Carton (1995, telefilme)
- Law & Order (1995, TV)
- Nixon (1995)
- Wings (1995, TV)
- Here Come the Munsters (1995, TV)
- A Season in Purgatory (1996, miniserie de TV)
- Oz (1997, TV)
- The Practice (1997–99, TV)
- Better Living (1998)
- Atomic Train (1999, TV)
- Law & Order (1999, TV)
- RKO 281 (1999, TV)
- Gilmore Girls (2000–2007)
- Down (2001)
- Menudo bocazas (2001)
- The Cat's Meow (2001)
- James Dean (2001)
- The Emperor's Club (2002)
- Intolerable Cruelty (2003)
- El aviador (2004)
- Isaac's Storm (2004)
- Bereft (2004)
- Tom Goes to the Mayor (2005, TV)
- The Presidents (2005)
- FDR: A Presidency Revealed (2005)
- The American Revolution (miniserie) (2006, narrador)
- Relative Strangers (2006)
- Wedding Daze (2006)
- Factory Girl (2006)
- I Think I Love My Wife (2007)
- Sherman's March (2007)
- The States (2007)
- Grey's Anatomy (2007)
- 30 Rock (2008, TV)
- The Skeptic (2009)
- Law & Order (2009, TV)
- Hatching Pete (2009, TV)
- Ring Christmas Bells (2009, TV, narrator)
- The Good Wife (2010, TV)
- Better with You (2011, TV)
- Drop Dead Diva (2011, TV)
- The Christmas Pageant (2011, telefilme)
- Son of Morning (2011)
- Bucky Larson: Born to Be a Star (2011)
- Redemption: For Robbing the Dead (2011)
- Christmas Oranges (2012)
- Treasure Buddies (2012)
- El lobo de Wall Street (2013)
- How I Met Your Mother (2013, TV)